# Коси (окръг Ларнака)
Вижте пояснителната страница за други значения на Коси.
Ко̀си (на гръцки: Κόση) е изоставено село в Кипър, окръг Ларнака. Според статистическата служба на Република Кипър през 2001 г. селото няма жители.
Намира се на 15 km северозападно от Ларнака. В миналото е населявано от кипърски турци, които го изоставят след турската инвазия на острова през 1974 г.